# موريس شويرتزر
موريس شويرتزر (بالإنجليزية: Maurice Schweitzer)‏ هو كاتب أمريكي، ولد في 1967.